# 弦乐柔板
《弦乐柔板》（英語：Adagio for Strings）是美国作曲家塞缪尔·巴伯所写弦乐四重奏（作品第11号）的第二乐章，也是其最为知名的作品。
巴伯1936年和吉安·卡洛·梅诺蒂在欧洲度假时，从诗人维吉尔的《农事诗》中得到灵感，创作了此曲。作品首演于1938年11月5日，由指挥家阿图罗·托斯卡尼尼带领NBC交响乐团在纽约洛克斐勒中心进行了广播演出。
听众对此作品评价普遍正面，“充满悲怆而净化心灵，令人潸然泪下”。巴伯本人于1967年编写了合唱版本《羔羊經》（Agnus Dei）。

## 编曲
您的浏览器不支持播放音频。您可以下载音频文件。
《弦乐柔板》由第一小提琴轻柔的B♭音开始，低音部在小提琴两拍之后进入，创造出“不安、漂移的不稳定和声，旋律犹如犹豫地登梯”。全曲长大约八分钟，主要在降B小调上。
该曲是典型的拱形结构，围绕一个先上升后下降的级进旋律，巴伯大量使用了变化的拍号，包括
，
，
，
等等。高潮处四个和弦后使用了长延音，开头的主题再现，最终以一个未解决的属音和弦渐弱结束。

## 影响
《弦乐柔板》1938年的首演录音于2005年入选美国国会图书馆永久保存。爱因斯坦等名人的葬礼，九一一袭击事件、东日本大震灾等重大灾难的悼念仪式中，此作品常被使用。冷战期间，此曲是为数不多在苏联允许演出的作品之一。
影视作品中使用此曲的例子也有不少，例如：《野战排》、《象人》、《罗伦佐的油》、《天使爱美丽》、《冬季恋歌》、《交响情人梦》等等。
《弦乐柔板》是约翰·肯尼迪最喜欢的音乐之一，遗孀杰奎琳·肯尼迪在其去世后邀请国家交响乐团对空无一人的音乐厅演出了此曲。巴伯知悉自己的这个作品常在纪念场合演出，他曾受访表示：“他们总是演出那个曲子。我希望他们能演出一些我的其他作品。”
2004年，英国广播公司组织的“最悲伤的乐曲”票选中，《弦乐柔板》获得第一名。排在之后的有亨利·珀塞尔歌剧《蒂朵与艾尼亚斯》中的咏叹调《蒂朵的悲叹》、古斯塔夫·马勒《第五交响曲》中的第四乐章小柔版（Adagietto）、理查德·施特劳斯的交响诗《变形》以及比莉·荷莉戴演唱的歌曲《忧郁的星期天》。